# Jörg Eigendorf

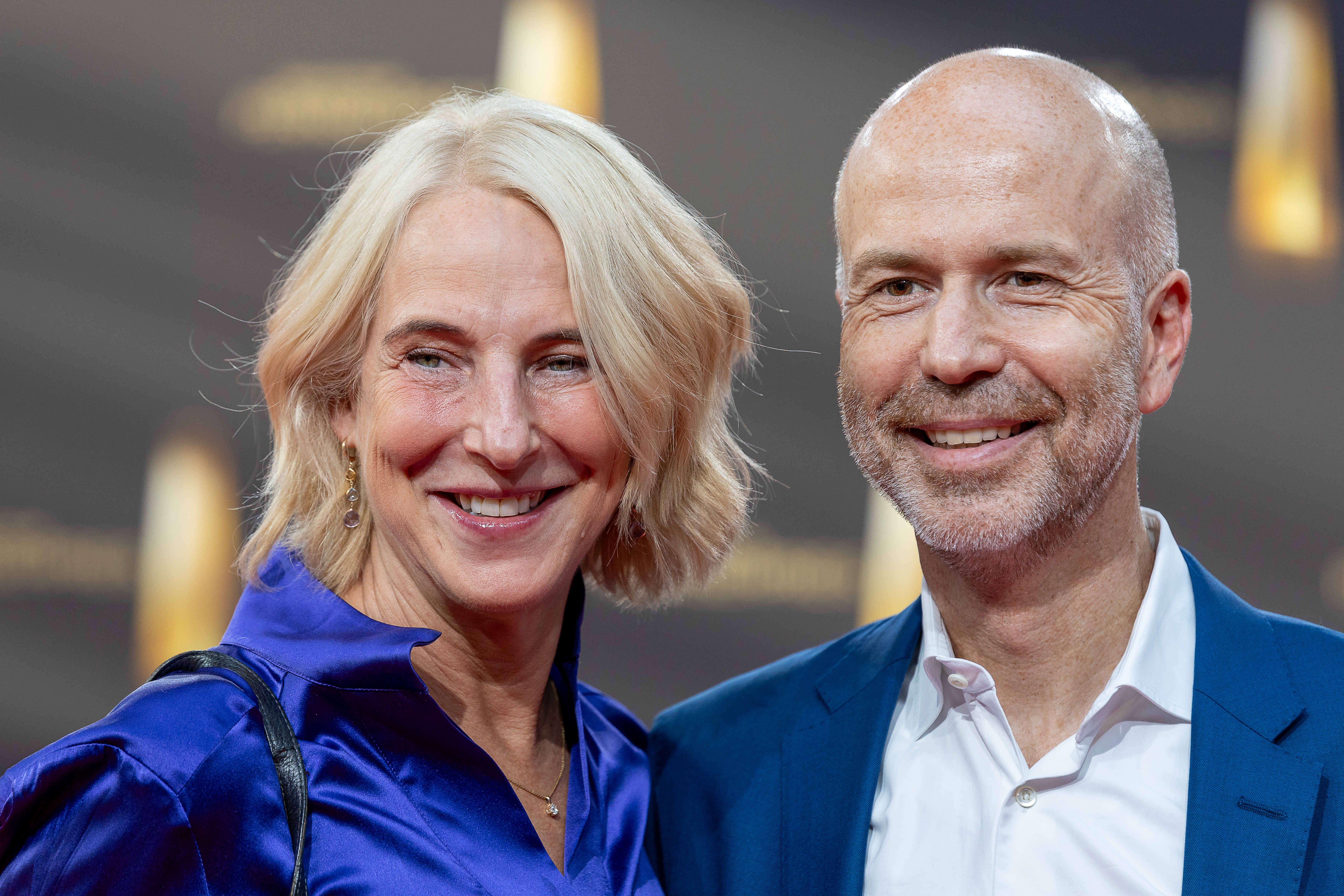
Jörg Eigendorf mit Katrin Eigendorf beim Deutschen Fernsehpreis 2023

Jörg Eigendorf (* 26. Dezember 1967 in Ratingen) ist ein deutscher Journalist und Manager. Er ist seit dem 1. September 2022 Chief Sustainability Officer der Deutschen Bank. Zuvor war er seit 2016 als Konzernsprecher für die Bereiche Kommunikation, Soziale Verantwortung und Nachhaltigkeit verantwortlich.

## Leben
Nach dem Abitur 1987 absolvierte Eigendorf die Kölner Journalistenschule und studierte anschließend Volkswirtschaftslehre an der Universität zu Köln. Parallel zu seinem Studium (Diplom 1996) arbeitete er seit 1993 als Wirtschaftskorrespondent in Moskau, zunächst als freier Mitarbeiter für Die Weltwoche, den Spiegel und zahlreiche Regionalzeitungen. Ab 1994 wurde er Wirtschaftskorrespondent für die GUS für Die Zeit. 1999 wechselte Eigendorf zur Welt nach Frankfurt. Seine Schwerpunkte waren der Euro und die globale Bankenbranche. 2003 wurde er Ressortleiter der „Welt“-Gruppe für Wirtschafts-, Finanzen- und Immobilien, 2006 übernahm er auch die Verantwortung für diese Bereiche bei der Welt am Sonntag. 2010 wechselte Eigendorf als Chefreporter an die Spitze des Investigativteams und wurde Mitglied der Chefredaktion der „Welt“-Gruppe. 
Am 18. Oktober 2015 gab die Deutsche Bank bekannt, Eigendorf als Konzernsprecher verpflichtet zu haben. Ab 2016 leitete er dort die Bereiche Kommunikation, Marke, Nachhaltigkeit, soziale Verantwortung sowie das Veranstaltungsmanagement. Im Juli 2022 ernannte die Bank ihn zum Chief Sustainability Officer. Eigendorf gab damit die Verantwortung für den Bereich Kommunikation & Soziale Verantwortung an Anke Hallmann und Sebastian Jost ab.
Jörg Eigendorf ist mit der Journalistin Katrin Eigendorf verheiratet. Das Ehepaar hat zwei Kinder. Ihre gemeinsame Tochter Alexandra wurde unter dem Namen Aly Ryan als Popsängerin bekannt. Ihr Sohn war von Geburt an schwer erkrankt, starb 2011 im Alter von 17 Jahren. Das Ehepaar gründete daraufhin den Philip Julius Verein zur Förderung sehr schwer behinderter Menschen und ihrer Familien.

## Preise und Auszeichnungen
- Herbert Quandt Medien-Preis (gemeinsam mit Thomas Exner und Olaf Gersemann)
- Ernst-Schneider-Preis (Redaktionspreis)
- Deutscher Sozialpreis und Journalistenpreis des Weißen Rings für die Reportage „Wegwerfmädchen“ über Menschenhandel
- 2012 Wirtschaftsjournalist des Jahres (Medium Magazin und Der Wirtschaftsjournalist) für seine ThyssenKrupp-Recherchen